# واحد ۹۹۹
واحد ۹۹۹ (انگلیسی: Unit 999) یگان نیروهای ویژه و هوابرد نیروی زمینی مصر است. ستاد فرماندهی واحد ۹۹۹ در شهر قاهره قرار دارد.